# Bāṇabhaṭṭa
Bāṇabhaṭṭa o Bāna (segle vii) va ser un erudit i escriptor en sàncrit indi. Va ser l'asthana kavi (el poeta de la cort) del rei Harshavardhana, que regnà entre els anys 606 i 647 al nord de l'Índia.
Les seves obres principals van ser una biografia de Harsha, coneguda com a Harṣacarita, i una de les primeres novel·les del món titulada Kādambarī (del nom de l'heroïna de la novel·la). Bāṇa va morir abans de finalitzar-la i l'obra va ser completada pel seu fill Bhūṣaṇabhaţţa (Pulinda en alguns manuscrits), conegut com l'Uttarabhāga de la novel·la.
Altres obres que se li atribueixen són el Caṇḍikāśataka i el drama Pārvatīpariṇaya.